# 葛冯号巡洋舰
葛冯号是德意志帝国海军于19世纪90年代建造的一艘三等巡洋舰。它自1892年3月开始铺设龙骨，1893年3月下水，继而经过长时间的试验和维修后于1895年6月竣工。该舰是以早期的风帆巡防舰葛冯号命名，后者则是得名于北欧神话人物葛冯。作为计划可兼任殖民地警备任务和舰队侦察任务而设计的巡洋舰，葛冯号装备有十门105毫米口径主炮，最大速度超过19.5節（36.1每小時），并且可以连续航行3,500海里（6,500），是当时所有德国军舰中最远的航程。然而，舰队侦察舰和海外巡洋舰的需求冲突导致出一个不成功的设计，葛冯号很快便被更新的瞪羚级小巡洋舰取代了这两种角色。
葛冯号最初在德国主舰队服役，经常护送德皇威廉二世的皇家游艇霍亨索伦号前往其他欧洲国家，包括1897年对俄罗斯的国事访问。1897年底，葛冯号被重新分配至东亚分舰队，并于1898年5月抵达驻地。该舰曾于1900年6月在清朝爆发义和团运动期间参加了大沽口炮台之战。它于1901年返回德国，并进行现代化改造，但在相关工程于1904年完成后，它未能返回服役岗位。葛冯号原计划在1914年8月第一次世界大战爆发后动员投入使用，但由于兵员短缺，无法集结足够的船员。相反，从1916年到战争结束，它都在但泽充当宿营船。1920年，该舰被出售，改装成货轮，并更名为阿道夫·佐默费尔德号（德語：Adolf Sommerfeld）。它从事这一职能仅三年，便于1923年在但泽拆解报废。

## 设计
葛冯号被设计为德意志殖民帝国的一款海外巡洋舰；在和平时期，它负责管理德国的领地，镇压当地的动乱；在战争时期，它则可充当通商破坏者的角色。此外，这款全新的巡洋舰还设计兼具舰队侦察兵的功能。这是德意志帝国海军首次进行此类尝试，主要原因是其预算不足，无力分别发展专项的舰队侦察舰和殖民地巡洋舰。事实上，葛冯号本质上是当代德国防护巡洋舰（如奥古斯塔皇后号）的缩小版。由于相互矛盾的设计需求——舰队侦察舰需要更高的航速、通商破坏舰需要更远的巡航半径、海外巡洋舰则需要大威力的火炮，导致最终的设计成果并不令人满意。
葛冯号是以“J号巡洋护卫舰”（Kreuzerkorvette J）的名义在1890－91的预算案中获得帝国议会拨款，并以早期从丹麦缴获的风帆巡防舰葛冯号命名。1891年底，该舰的建造合同由但泽的碩效船厂获得，继而于1893年下水后被重新分类为“三等巡洋舰”（Creuzer III. Klasse）。此后，为满足小型海外巡洋舰的需求，德国人设计建造了瞪羚级小巡洋舰，葛冯号亦跟随于1899年被统一定型为“小巡洋舰”。

### 整体特征及推进装置
葛冯号的水线长和全长分别为109.2米和110.4米，有13.2米的舷宽以及6.47米的前吃水和6.27米的后吃水。其标准排水量为3746吨，但在满载弹药、储备和燃料的情况下，排水量则可高达4275吨。船体采用横向和纵向钢框架构造，除了下部艏柱和舰艉部分，这是由青铜制成。框架上覆以木板和延伸至水线以上1米的金属护套，以减少积垢。
舰上安装有前桅和主桅杆各一具，并配备顶部观察哨用以辅助射击。其标准船员编制为13名军官及289名水兵。它可携带一些小型舰载艇，包括一艘哨艇、一艘大舢板、两艘独桅纵帆船、两艘高低桅帆船以及一艘小舢板。舰只易于翻滚、颠簸剧烈，且偏航倾向严重，甲板会在迎浪状态下被打湿。尽管如此，它的机动性良好，转弯半径也很小，稳心高度为0.55米。转向由单舵控制。
葛冯号的推进装置由两台三缸立式三胀蒸汽机组成，各负责驱动一副直径为4.2米的三叶螺旋桨。蒸汽由六台燃煤卧式圆柱形双水管锅炉提供，这些锅炉通过管道分别汇入三座垂直烟囱。发动机的额定功率为9,000匹指示馬力（6,700千瓦特），设计航速19節（35每小時）；但在试航中，其推进装置曾达到9,827匹指示馬力（7,328千瓦特）的功率和20.5節（38.0每小時）的速度。舰只的燃煤储存量达到860吨，使其能够以12節（22每小時）的速度连续航行3,500海里（6,500）。电力由三台发电机提供，总输出功率为40千瓦特，电压为67伏。

### 武器装备及装甲防护
葛冯号最初设计的武备是150毫米炮，但主炮其后调整为十五门105毫米35倍径速射炮，最终改至十门105毫米炮。这些火炮共配备807发弹药，最大射程达10,800米。副炮则由六门配备1500发弹药的50毫米40倍径速射炮组成，射程为6,200米。此外，该舰还安装有两具450毫米鱼雷发射管，并配备5枚鱼雷。葛冯号受到一副钢制的轻型装甲甲板保护。甲板厚25毫米、边坡厚30毫米。环绕烟囱周边的围板则有40毫米厚。轮机舱得到了更为殷实的防护，在其厚达180毫米的柚木垫层上还覆有100毫米厚的围板。

## 服役历史

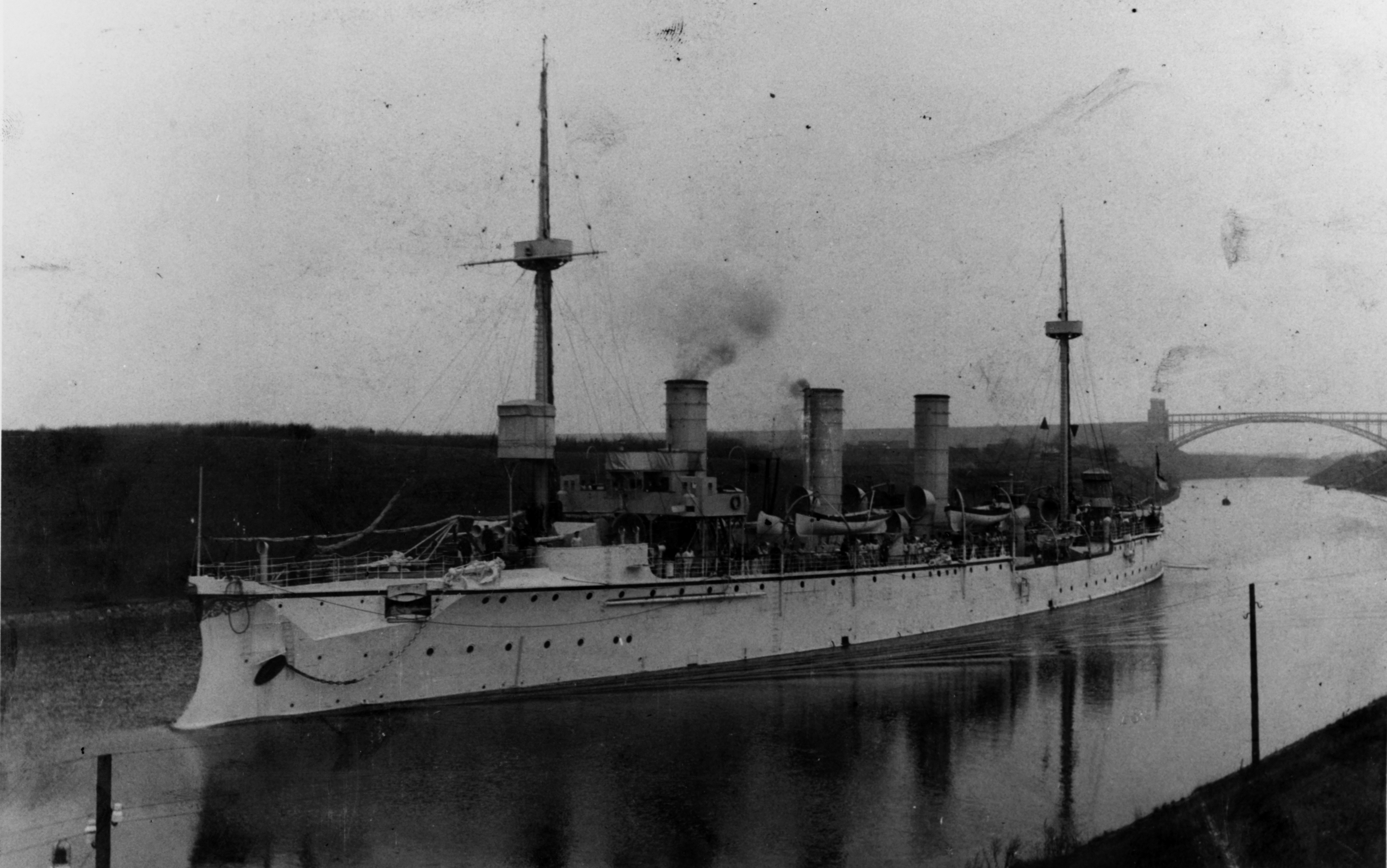
葛冯号于1890年代中期穿行威廉皇帝运河

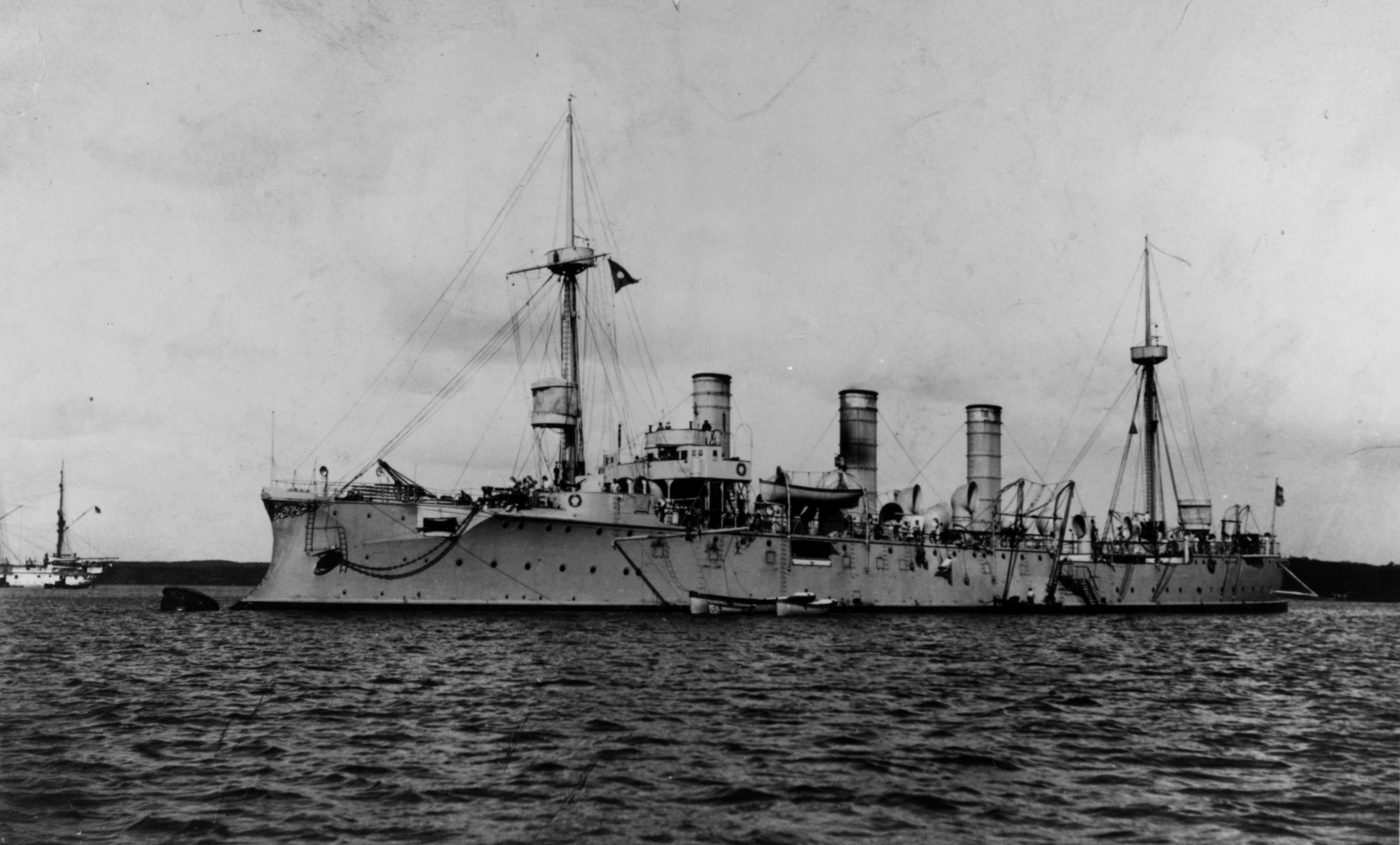
葛冯号在入役后不久，约1894年

葛冯号于1892年3月28在但泽的碩效船厂开始铺设龙骨，并在船体完工后于1893年3月31日下水。德皇威廉二世出席了下水仪式，并由时任但泽帝国船厂厂长的海军上校库尔特·冯·豪格维茨（Curt von Haugwitz）发表演说。海试于1894年6月27日在基尔展开，一直持续至10月2日。在试航过程中，其设计被发现存在严重缺陷，特别是通风不佳，这需要在基尔的基尔帝国船厂进行修改。因此，它在完成海试后即被列入预备役。相关工程一直持续至1895年中期，葛冯号于1895年6月5日投运就绪。当月，该舰出席了威廉皇帝运河开通的庆祝活动。
同年7月，葛冯号负责护送威廉二世的皇家游艇霍亨索伦号前往瑞典拜会国王奧斯卡二世并抵达英国参观考斯帆船赛。随后，两舰还到访了福斯湾内的港口利斯。继8月17日返抵威廉港后，葛冯号参加了年度的秋季舰队演习。演习期间，该舰曾于8月28日连同两艘鱼雷艇和一艘打捞船在亚默湾搜寻失事的S-41号鱼雷艇。一个月后，即9月24日还进行了第二次尝试，但均未成功。此后，葛冯号恢复了为霍亨索伦号担任护航的职责；在此期间，它进行了进一步的海试，确认了其巡航半径是当时所有德国舰艇中最大的。
1896年2月，葛冯号被派往基尔担任警备舰。5月24日至30日，它跟随由四艘萨克森级铁甲舰组成的第一分舰队第二支队在波罗的海参加了演习。之后葛冯号再度回到霍亨索伦号身边，成为威廉二世于7月出访挪威的护航舰。在当地，该舰于7月10日协助解救了搁浅的法国轮船尚齐号（SS Chanzy）。从8月9日至9月15日，葛冯号在波罗的海和北海参加了年度的秋季舰队演习。12月2日至14日，它则陪同第二支队穿越卡特加特海峡和斯卡格拉克海峡。1897年初，该舰回到基尔，并继续担任警备舰职责直至6月。4月，它曾接载海军上将汉斯·冯·克斯特前往萨斯尼茨参加庆祝活动，以纪念德国和瑞典之间第一条电报电缆的开通。自6月起，葛冯号开始担任司炉兵的训练舰。在此期间，它也曾护送霍亨索伦号前往易北河口参观帆船赛，以及随后于7月再次出访挪威和瑞典。
7月30日，葛冯号回到基尔，但它从8月4日至13日又护送霍亨索伦号前往喀琅施塔得，以便威廉二世与俄国沙皇尼古拉二世会面，随行的还有演习舰队（即公海舰队的前身）的第一及第二支队。葛冯号继而参加了一直持续至9月22日的秋季演习。然后它返回基尔接受定期保养。这项工作于12月完成后，葛冯号被分配至新成立的东亚分舰队第二支队。该支队受威廉二世的胞弟——海军少将海因里希亲王亲自指挥，他在重建后的铁甲舰德国号挂上自己的将旗。防护巡洋舰奥古斯塔皇后号则是该支队的第三艘舰。12月15日，三艘舰离开德国，威廉二世指示其船员：“如果有人试图阻碍你们正当行使我们的合法权利，就用武力对付他们”。该支队将前往位于胶州湾租借地的新占领的青岛基地。它们于1898年5月5日抵达，与受海军中将棣德利指挥的分舰队余部会合。

### 东亚役期

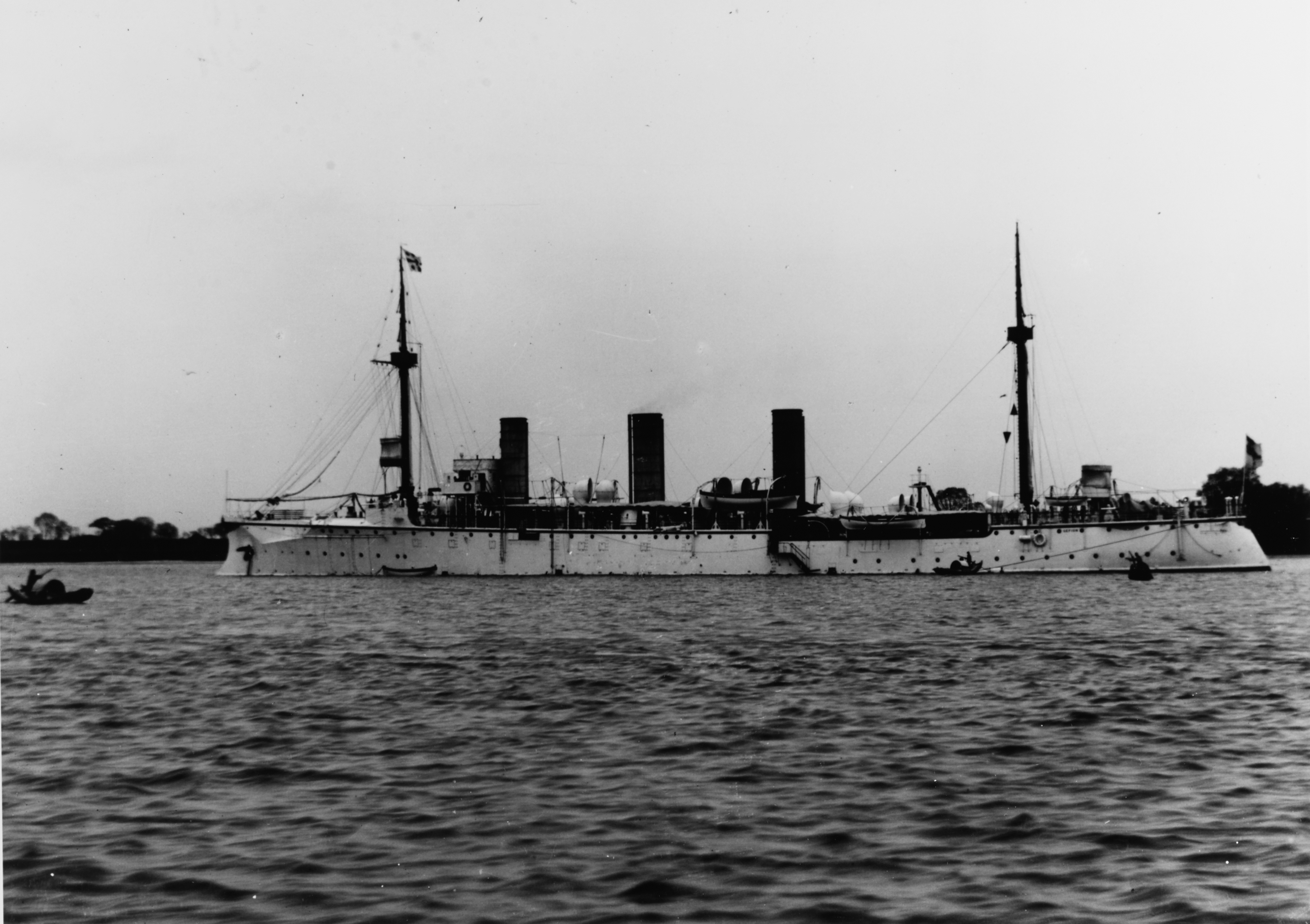
被部署至东亚期间的葛冯号

在第二支队抵达前不久，美国海军在美西战争期间的马尼拉湾海战中全歼了西班牙舰队。棣德利派葛冯号去调查马尼拉的局势，企图操纵德国在菲律宾获得殖民地地位，或甚至让一个德国王子直接登上菲律宾的王位。1899年3月下旬，葛冯号被派往胶州湾，以回应德国传教士在当地受到的虐待；海军上尉弗朗茨·格拉波（Franz Grapow）率领一支由132名海兵和炮兵组成的登陆队上岸惩罚违规者。
同年4月，海因里希亲王接替棣德利出任东亚分舰队司令。当月，葛冯号被迫离开吴淞口，去援助发动机受损的德国号。月底，葛冯号沿着长江而上，一直巡航至汉口。从6月开始，它访问了包括长崎在内的日本港口，8月又到访了俄国港口符拉迪沃斯托克；而当德国号在福建的三沙湾触礁后，它不得不再次前往提供协助。作为预防措施，它护送德国号前往香港进行维修。年底，葛冯号在曼谷与德国号会合，后者正载着海因里希亲王返回德国。1900年1月，海军中将菲利克斯·冯·本德曼登上他的旗舰——大巡洋舰赫塔号抵达中国，开始指挥东亚分舰队。这年上半年，葛冯号及分舰队余部主要在德国的太平洋中部殖民地巡航。
1900年5月底，义和团运动引发的骚乱开始蔓延至山东半岛，尤其是在青岛的德国基地周围。动乱爆发后，葛冯号及分舰队余部与来自其他欧洲海军的舰艇会合，在英国海军中将爱德华·霍巴特·西摩尔的领导下发起救援远征。这些舰只炮击了天津东南部的中国岸防设施，并派出一支远征部队——西摩尔远征队（Seymour Expedition）在6月16－17日的大沽口炮台之战期间登陆。来自葛冯号的特遣队由海军上尉奥托·韦尼格（Otto Weniger）指挥；这些人参加了对天津西沽武库的强攻。从7月中旬开始，葛冯号被部署至长江口外围，以监控该水域的航运。11月，它去往香港接受大修。1901年1月，时任葛冯号舰长的海军中校马克斯·罗尔曼曾代表因病去世的总督叶世克临时治理青岛。2月至4月间，葛冯号都在长崎停留，6月则被派驻上海。她在当地一直驻扎至9月，直到海军参谋本部命令其返回德国。它于9月22日离开中国水域，至10月1日返抵德国。

### 后续役期
在抵达德国当日，葛冯号便因需要接受大规模重建而退役。这项工程于1901年12月至1904年在威廉港的帝国船厂进行。该舰安装了新的、更强大的发电机，上层甲板被完全封闭起来，原先安装在上甲板的105毫米炮被移到了舰体的炮眼内。位于中部烟囱两侧的两门50毫米炮则被移到了更靠后的第三座烟囱两侧。工程完结后，葛冯号仍被搁置在预备役。直至1914年8月第一次世界大战爆发后，海军参谋本部才要求葛冯号重新启用，并于8月10日任命海军少校瓦尔德尔为舰长。然而，由于战时兵员短缺，无法集结足够的船员，因此该舰无法重新投入使用。于是，瓦尔代尔于8月21日被调任至另一艘舰艇。葛冯号随后于1916年被转移至但泽，用作在但泽帝国船厂进行维修的军舰船员的宿营船。它于战争期间一直停留在当地，至1919年11月5日正式从海军名录中除籍。
随后，它被售予北德地下工程公司（Norddeutsche Tiefbaugesellschaft），改装为柴油动力货船，并于1920年更名为“阿道夫·佐默费尔德号”。它是与老旧的前无畏舰勃兰登堡号一同被购入，其中从后者舰上取出的一些材料也被用于改造葛冯号。舰只的弹药舱和大部分的轮机舱室都被改造成了货舱。其全新的柴油发动机来自未完工的U-115号和U-116号潜艇，使之能够以最高11節（20每小時）的速度航行，载货量则为2600吨。这一改造并不是特别成功，只是由于战后航运的严重短缺而为之。结果，阿道夫·佐默费尔德号仅运用了很短的一段时间，便于1923年在但泽由但泽地上及地下工程公司（Danziger Hoch- und Tiefbau）拆解报废。